# 주간고속도로 제12호선
주간고속도로 제12호선(영어: Interstate 12, I-12)은 미국 남부 루이지애나주 배턴루지(Baton Rouge)와 루이지애나주 슬라이델(Slidell)을 잇는 총 연장 137.74km의 고속도로이다. 12호선은 미국의 주간고속도로 중 97호선, 19호선, 66호선 다음으로 짧고 이들 중에서 기점과 종점의 교차점이 같은 노선(10호선)인 경우는 12호선이 유일하다. 12호선은 폰카트레인 호보다 위로 지나가며 아래에 위치한 뉴올리언스를 경유해서 통과하는 10호선의 길이가 108마일인 반면 12호선은 85.6마일로 짧아 지름길로 많이 사용된다. 이 때문에 지름길을 이용해 동부 미시시피주로 빠져나가려는 사람들로 인해 도로의 정체는 대체적으로 극심하다.